# Nodaria cinerea
Nodaria cinerea är en fjärilsart som beskrevs av Joannis 1929. Nodaria cinerea ingår i släktet Nodaria och familjen nattflyn. Inga underarter finns listade i Catalogue of Life.